# أنيت وينر
أنيت وينر (بالإنجليزية: Annette B. Weiner)‏ هي عالمة الإنسان أمريكية، ولدت في 14 فبراير 1933 في فيلادلفيا في الولايات المتحدة، وتوفيت في 7 ديسمبر 1997.